# 湖南杂交水稻研究中心
湖南杂交水稻研究中心暨国家杂交水稻工程技术研究中心，原称湖南杂交水稻研究中心，是中华人民共和国的杂交水稻科学研究专业机构，隶属于湖南省农业科学院，为副厅级事业单位，地址在湖南省长沙市马坡岭。主要开展杂交水稻育种和栽培的多学科联合攻关研究与开发。

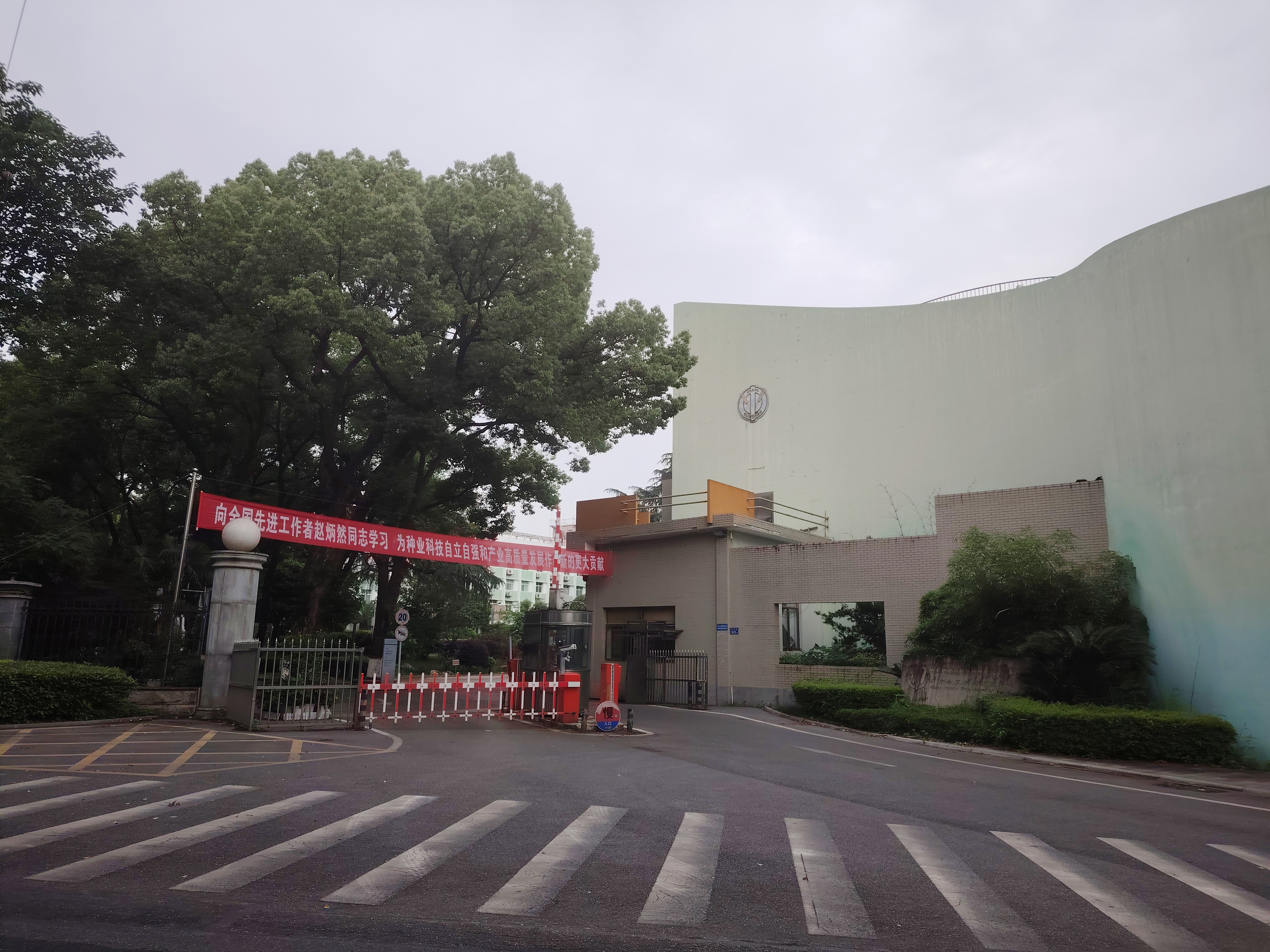
湖南杂交水稻研究中心

## 沿革
1984年之前，湖南省的杂交水稻研究和全国性协作攻关工作，是由湖南省农科院水稻研究所负责组织实施。由于杂交水稻生产推广及快速发展，有必要设立全省和全国性的专门研究机构，以加速和协调杂交水稻的科学研究。1984年6月15日，湖南杂交水稻研究中心正式挂牌成立。同年12月成立正式党支部。1987年，中心的“两系法杂交水稻研究”纳入国家863计划，袁隆平担任国家863-101-01专题组组长。1991年3月16日，时任中国共产党总书记的江泽民视察中心并题字。1994年，中华人民共和国国务院总理李鹏视察中心，并拨款1000万元支持杂交水稻研究工作。1995年12月16日，中心挂牌为“湖南杂交水稻研究中心暨国家杂交水稻工程技术研究中心”。